# Шетарди, Жак-Иоахим Тротти
Жак-Иоахим (Жоакен) Тротти, маркиз де ла Шетарди (фр. Jacques-Joachim Trotti marquis de la Chétardie; 3 октября 1705 — 1 января 1759) — французский дипломат и генерал, который в качестве французского посланника в России в 1739—1742 годах, способствовал низвержению Анны Леопольдовны и приходу к власти Елизаветы Петровны (см. дворцовый переворот 1741 года).

## Биография
Тротти вступил в военную службу лейтенантом (в королевский полк), где и прослужил до конца жизни, исполнив в это время несколько дипломатических поручений: в 1727 году он был послан в Лондон, затем в Голландию и Пруссию, дважды в Россию и в 1742 году в Турин. Назначенный в 1739 году послом в Петербург, он нашёл здесь полное господство немцев и вражду к Франции. Желая ослабить немецкую партию, он стал интриговать против герцога Бирона, врага французов, но последний был низвергнут Минихом, тоже недругом Франции, как и правительница Анна Леопольдовна.
Для французов Россия в то время была загадкой: они не знали ни её сил, ни её наклонностей и вкусов, ни её возможной роли в политике, но до тех пор встречали в ней врага, который расшатал и продолжает расшатывать опоры и орудия французской политики на Востоке — Швецию, Польшу и Турцию. Вследствие этого Шетарди задумал возвести на престол Елизавету Петровну.
Свергнув немцев, враждебных Франции, он надеялся сделать политику России более благоприятной для Франции, тем более что Елизавета симпатизировала Людовику XV и всему французскому; вместе с тем он думал этим ослабить Россию, задержав её движение вперёд, так как Елизавета Петровна была расположена к старине, и можно было ожидать, что с её воцарением двор переедет в Москву, все реформы Петра I будут забыты, вмешательство в европейские дела уменьшится, к выгоде союзников Франции — Швеции, Польши и Турции.
Во всем этом французские дипломаты глубоко ошиблись. Шетарди приобрёл расположение Елизаветы Петровны и, кроме того, влиял на неё через её доктора Лестока; подговаривая её к низвержению правительницы Анны Леопольдовны, он в то же время был посредником между ней и шведами, которых французы побуждали объявить войну России будто бы для отвоевания земель, отнятых у Швеции Петром I, а в действительности для того, чтобы занять русское правительство и не дать ему возможности подать помощь Австрии во время войны за австрийское наследство. Переворот 1741 года совершился без всякого участия Шетарди, но из благодарности за его помощь в трудное время императрица Елизавета пожаловала ему орден Св. Андрея. Он был в это время одним из самых близких к императрице людей. Война со шведами была удачна для русских.

Желая достигнуть двух целей разом, Шетарди устроил было перемирие между воюющими, но шведы уже через месяц возобновили войну во вред себе. В сентябре 1742 года Шетарди был отозван во Францию и уехал, осыпанный подарками императрицы. Назначенный вновь в Россию послом по желанию императрицы в 1743 году, он по дороге исполнил два дипломатических поручения в Копенгагене и Стокгольме. 
Между тем при русском дворе большое влияние приобрела партия союза с Австрией и Англией; во главе этой партии стоял канцлер А. П. Бестужев. Шетарди старался свергнуть Бестужева, действуя совместно с бывшей тогда при русском дворе принцессой Ангальт-Цербстской, прусским послом и доктором Лестоком. Бестужев перехватил французского курьера с бумагами, дешифровал их и показал императрице, открыв ей глаза на идущую около неё интригу, вследствие чего Шетарди 17 июня 1744 года был выслан за границу. Эта суровая мера отчасти объясняется и тем, что Шетарди зарвался слишком далеко в своём желании управлять волей императрицы и играть при ней роль, стал ей в тягость и вызвал в ней сильное желание отделаться от такого навязчивого друга. За эту интригу поплатились и все остальные участники, высылкой или ссылкой.
Впав, вследствие неудачи, в немилость при французском дворе, Шетарди был заключён в цитадель Монпелье, но скоро помилован и назначен в действовавшую в Италии армию, где он получил звание маршал-де-кампа в 1745 и генерал-лейтенанта в 1748 году. C 1749 года по 1751 год он был назначен посланником к туринскому двору, но с началом Семилетней войны вновь перешёл в армию, участвовал в битве при Росбахе и был назначен комендантом города Ханау. Он умер в Ханау 1 января 1759.
При непосредственном участии Шетарди в Европе был опубликован привезённый в посольском багаже из России провокационный документ под названием «Завещание Петра Великого», в числе его предположительных авторов-составителей упоминался и сам Шетарди. По утверждению К. Валишевского, Россия также обязана маркизу введением в употребление шампанского, которого он привез 16 800 бутылок в составе своего дипломатического багажа. До тех пор на обедах русских вельмож пили за тостами венгерские вина.

Шетарди — типичный великосветский француз своего времени. Одарённый живым умом, но самоуверенный и склонный к необдуманным шагам, он готов был пожертвовать всем, чтобы блистать и играть роль. Иностранцам он мог давать уроки высшего этикета и утончённого изящества, но его политика часто имела вид салонной интриги.— Энциклопедический словарь Брокгауза и Ефрона

## Награды
- Орден Святого апостола Андрея Первозванного (21.08.1742, лишён 05.07.1744)
- Орден Святого Александра Невского (21.08.1742, лишён 05.07.1744)[3]

## Образ в кино
- «Гардемарины, вперёд!» (1987), где его сыграл Евгений Данчевский
- «Виват, гардемарины!» (1991), в котором его роль исполнил Сергей Мигицко.
- «Екатерина» (2014) в телесериале его роль сыграл Патрик Рулье Роллин.
- «Великая» (2015) в телесериале его роль исполнил Леонид Ворон.